# Sangalopsis cyphara
Sangalopsis cyphara là một loài bướm đêm trong họ Geometridae.